# Eharius marzhaniani
Eharius marzhaniani är en spindeldjursart som först beskrevs av Arutunjan 1969.  Eharius marzhaniani ingår i släktet Eharius och familjen Phytoseiidae. Inga underarter finns listade i Catalogue of Life.